# Ладарево
Ладарево је насељено место у општини Сандански у области Благоевград, Бугарска. Према попису из 2021. године било је 33 становника.
Према бугарском географу и историчару, Василу Канчову, у Ладареву је 1900. године живело 360 Словена хришћана. Село се раније звало Горњи Орман.